# Elyne Roussel
Elyne Roussel (Lannion, 5 december 2005) is een Frans wielrenster.

## Carrière
Als tweedejars juniore, in 2023, liep Roussel vanaf augustus stage bij Arkéa. Op het wereldkampioenschap werd ze elfde in de wegwedstrijd. Anderhalve maand later werd ze vijfde in de door Fleur Moors gewonnen wegwedstrijd op het Europese kampioenschap.
In 2024 maakte Roussel de overstap naar St Michel-Mavic-Auber93. Haar debuut voor de ploeg maakte ze in Australië, waar ze in januari aan de start stond van de Tour Down Under. Later dat jaar nam ze deel aan onder meer Parijs-Roubaix, waar ze buiten tijd over de finish kwam, en Luik-Bastenaken-Luik. In augustus stond ze als jongste deelneemster aan de start van de Ronde van Frankrijk, waar ze in de vierde etappe opgaf.

## Resultaten in voornaamste wedstrijden
| Jaar | Ronde van Frankrijk | Ronde van Italië | Ronde van Spanje |
| ---- | ------------------- | ---------------- | ---------------- |
| 2024 | opgave              |                  |                  |
| 2025 | opgave              |                  |                  |

| Jaar | Ronde van Vlaanderen | Parijs-Roubaix | Luik-Bast.‑Luik |
| ---- | -------------------- | -------------- | --------------- |
| 2024 |                      | buit.tijd      | opgave          |
| 2025 | 64e                  | 63e            |                 |

## Ploegen
- 2023 –  Arkéa Pro Cycling Team (stagiaire vanaf 1 augustus)
- 2024 –  St Michel-Mavic-Auber93
- 2025 –  St Michel-Preference Home-Auber93